# Marco de lectura

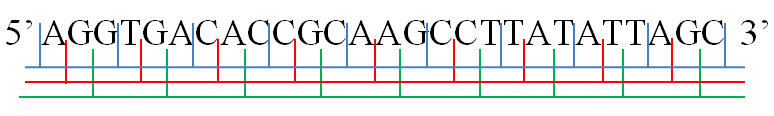
Ilustración de los posibles marcos de lectura de una porción de gen, dependiendo del nucleótido de inicio esta secuencia puede ser leída como:
AGG·TGA·CAC·CGC·AAG·CCT·TAT·ATT·AGC
A·GGT·GAC·ACC·GCA·AGC·CTT·ATA·TTA·GC
AG·GTG·ACA·CCG·CAA·GCC·TTA·TAT·TAG·C

En biología molecular, un marco de lectura es una de las posibles formas en que se puede dividir una secuencia de nucleótidos de ADN o ARN para formar un grupo de tripletes consecutivos no solapados. Cada uno de estos tripletes resulta equivalente a un aminoácido o señal de terminación durante la traducción, se lo llama codón.
Una molécula de ácido nucleico de cadena simple posee un extremo fosfato, llamado extremo 5' (se lee extremo cinco prima) y un extremo hidroxilo, llamado extremo 3'. Estos extremos definen la dirección 5'→3'. Hay tres posibles marcos de lectura en los cuales se puede leer una secuencia de nucleótidos en la dirección 5'→3'. Cada uno de estos marcos de lectura comienza en un nucleótido diferente de un mismo triplete. En un ácido nucleico de doble cadena, existen también tres marcos de lectura adicionales correspondientes a la cadena complementaria, pero en sentido antiparalelo. Ya que las dos cadenas de un ácido nucleico de doble cadena son antiparalelas, la dirección 5'→3' de la segunda cadena corresponde a la dirección 3'→5' de la primera cadena.
Por lo general, hay a lo sumo, un único marco de lectura biológicamente relevante para una determinada sección de un ácido nucleico, sin embargo los transcriptos virales pueden ser traducidos utilizando múltiples marcos de lectura.

## Transcripción
En la transcripción, una cadena molde de ADN va siendo transcripta por una ARN polimerasa en la dirección 3'→5', comenzando a nivel de la región promotora, esta ARN polimerasa. La polimerasa de ARN va añadiendo nucleótidos y construye el transcripto primario en la dirección 5'→3'.

## Traducción
En la traducción, una hebra de ARNm va siendo traducida por los ribosomas en la dirección 5'→3' para producir una cadena polipeptídica. Algunos marcos de lectura presentes en el ARNm en la dirección 3'→5' pueden ser ignorados durante al traducción. Por lo tanto hay tres posibles marcos de lectura para una cadena de ARNm que pueden ser utilizados durante la traducción, aunque por lo general, sólo se hace uso de uno. Cada marco de lectura corresponde a un nucleótido inicial diferente.

## Múltiples marcos de lectura
La utilización de múltiples marcos de lectura conduce a la posibilidad de superponer genes; hay muchos casos conocidos en los genomas víricos, procariotas y mitocondriales. Algunos virus, como por ejemplo el virus de la hepatitis B, y el BYDV, hacen uso de superposición de genes en diferentes marcos de lectura.
En algunos casos raros, un ribosoma que está haciendo la traducción puede saltarse de un marco de lectura a otro, lo que se conoce como desplazamiento del marco de lectura traduccional. Esto es diferente de una mutación con cambio del marco de lectura, ya que no se produce alteraciones en la secuencia de nucleótidos (ADN o ARN), sino tan solo en la forma en la que es leída.

## Marco abierto de lectura

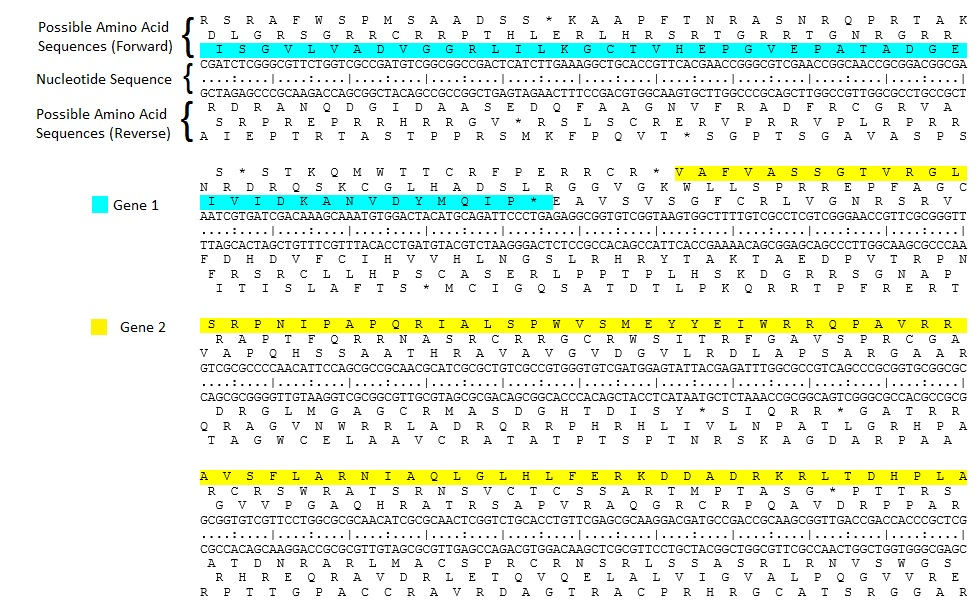
Marco de lectura

Un marco abierto de lectura (ORF por sus siglas en inglés) es un marco de lectura que tiene la potencialidad de ser transcripto a ARN y traducido a proteínas. Requiere de una secuencia continua de ADN comenzando en un codón de iniciación, pasando luego por una secuencia que por lo general es múltiplo de 3 nucleótidos, para terminar en un codón de terminación todo en el mismo marco de lectura.